# Stenocarpus tremuloides
Stenocarpus tremuloides är en tvåhjärtbladig växtart som beskrevs av Brongn. & Gris. Stenocarpus tremuloides ingår i släktet Stenocarpus och familjen Proteaceae. Inga underarter finns listade i Catalogue of Life.